# Harpa amouretta
Harpa amouretta, tên tiếng Anh: lesser harp, là một loài ốc biển, là động vật thân mềm chân bụng sống ở biển thuộc họ Harpidae, họ ốc đàn.

## Hình ảnh

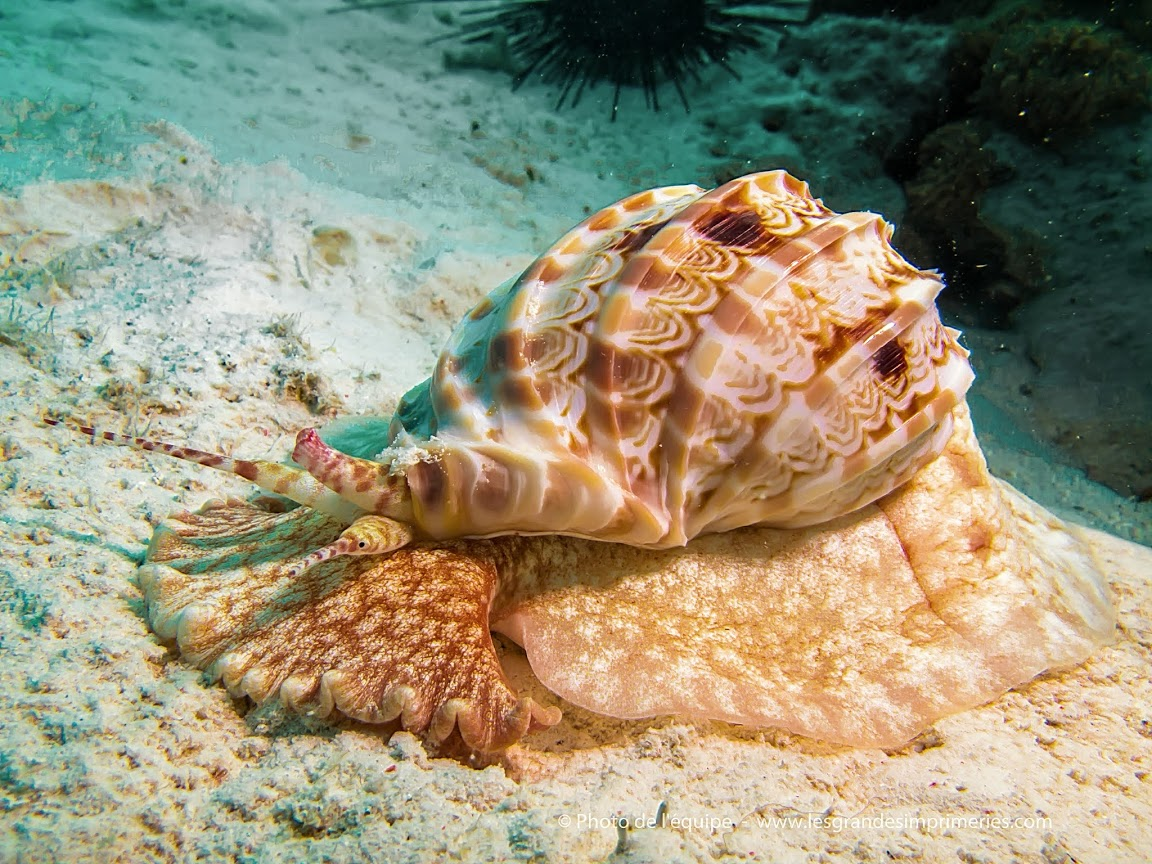